# Alexandre Abrines Redondo
Alexandre Abrines Redondo, més conegut com a Àlex Abrines (1 d'agost de 1993, Palma, Illes Balears) és un jugador de bàsquet mallorquí ja retirat. És fill de qui va ser també jugador de l'ACB, Gabriel Abrines i Martí.

## Trajectòria
Amb només 18 anys va debutar en un Unicaja Màlaga que travessava una greu crisi de resultats, i hi va establir diversos rècords de precocitat, com el de minuts i el de punts.
El 17 de juliol de 2012 arribà a un principi d'acord amb el FC Barcelona, equip al qual fou traspassat a canvi de Fran Vázquez.
En el Draft de l'NBA del 2013 va ser escollit en la posició 32 pels Oklahoma City Thunder. La temporada 2013-14 va ser inclòs per l'ACB al Cinc jove de la temporada.
El juliol de 2014 va ser inclòs pel seleccionador estatal Juan Antonio Orenga a la llista dels dotze jugadors que disputarien amb la selecció espanyola de bàsquet el Campionat del món de 2014.
El juliol de 2016 va fer efectiu el seu fitxatge per l'Oklahoma City Thunder de l'NBA i el 26 d'octubre de 2016 va fer el seu debut a la lliga.
Durant la seva irregular temporada 2018-2019 amb Oklahoma City Thunder, Abrines es va apartar de l'esfera mediàtica i va reaparèixer a final de temporada el 3 de juliol de 2019, amb un missatge en forma de vídeo on explicava com s'havia sentit durant els últims mesos i que no havia estat un bon any per a ell.
Pocs dies després, el 12 de juliol de 2019, la secció de bàsquet del FCBarcelona feia oficial el retorn de l'escorta amb un contracte fins al 2021.
Després del primer partit de pre-temporada 2019-2020 contra el MoraBanc Andorra, tot i haver perdut, l'Àlex es va mostrar content i satisfet de tornar a ser a Barcelona durant l'entrevista post-partit amb Jordi Robirosa.
La temporada 2020-21 va arribar amb el Barça a la final de l'Eurolliga (derrota contra l'Efes Pilsen), i va guanyar contra el Reial Madrid la Copa del Rei i la Lliga ACB amb els blaugrana.
L'estiu del 2021 va renovar el seu contracte amb el FC Barcelona fins a la temporada 2025-2026.

## Palmarès
- 2010-11. Unicaja. Campionat d'Espanya Junior. (MVP)
- Or Europeu Sub 18 a Wroclaw (Polònia) 2011, essent l'MVP del torneig.[15]
- Bronze a l'Eurobasket Sub 20 a Eslovènia (2012)

### FC Barcelona
- Lliga ACB: 2013-14[16]